# Delphinium chodatii
Delphinium chodatii là một loài thực vật có hoa trong họ Mao lương. Loài này được Oppenh. mô tả khoa học đầu tiên năm 1936.